# Emmingen-Liptingen
Emmingen-Liptingen är en kommun i Landkreis Tuttlingen i regionen Schwarzwald-Baar-Heuberg i Regierungsbezirk Freiburg i förbundslandet Baden-Württemberg i Tyskland. 
Kommunen bildades 1 januari 1975 genom en sammanslagning av kommunerna Emmingen ab Egg och Liptingen i Emmingen ab Egg. Namnet ändrades 1 april 1976 till det nuvarande.
Kommunen ingår i kommunalförbundet Tuttlingen tillsammans med staden Tuttlingen och kommunerna Neuhausen ob Eck, Rietheim-Weilheim, Seitingen-Oberflacht och Wurmlingen.